# Jenny Lawson
 (août 2022).
La mise en forme du texte ne suit pas les recommandations de Wikipédia : il faut le « wikifier ».
Les points d'amélioration suivants sont les cas les plus fréquents. Le détail des points à revoir est peut-être précisé sur la page de discussion.
- Les titres sont pré-formatés par le logiciel. Ils ne sont ni en capitales, ni en gras.
- Le texte ne doit pas être écrit en capitales (les noms de famille non plus), ni en gras, ni en italique, ni en « petit »…
- Le gras n'est utilisé que pour surligner le titre de l'article dans l'introduction, une seule fois.
- L'italique est rarement utilisé : mots en langue étrangère, titres d'œuvres, noms de bateaux, etc.
- Les citations ne sont pas en italique mais en corps de texte normal. Elles sont entourées par des guillemets français : « et ».
- Les listes à puces sont à éviter, des paragraphes rédigés étant largement préférés. Les tableaux sont à réserver à la présentation de données structurées (résultats, etc.).
- Les appels de note de bas de page (petits chiffres en exposant, introduits par l'outil «  Source ») sont à placer entre la fin de phrase et le point final[comme ça].
- Les liens internes (vers d'autres articles de Wikipédia) sont à choisir avec parcimonie. Créez des liens vers des articles approfondissant le sujet. Les termes génériques sans rapport avec le sujet sont à éviter, ainsi que les répétitions de liens vers un même terme.
- Les liens externes sont à placer uniquement dans une section « Liens externes », à la fin de l'article. Ces liens sont à choisir avec parcimonie suivant les règles définies. Si un lien sert de source à l'article, son insertion dans le texte est à faire par les notes de bas de page.
- La présentation des références doit suivre les conventions bibliographiques. Il est recommandé d'utiliser les modèles {{Ouvrage}}, {{Chapitre}}, {{Article}}, {{Lien web}} et/ou {{Bibliographie}}. Le mode d'édition visuel peut mettre en forme automatiquement les références.
- Insérer une infobox (cadre d'informations à droite) n'est pas obligatoire pour parachever la mise en page.

Pour une aide détaillée, merci de consulter Aide:Wikification.
Si vous pensez que ces points ont été résolus, vous pouvez retirer ce bandeau et améliorer la mise en forme d'un autre article.
Jennifer Lawson, née le 29 décembre 1973, est une journaliste, auteure et blogueuse américaine.

## Biographie
Jennifer Lawson est originaire de Wall, au Texas, et est diplômée de l'Angelo State University.
Elle est l'auteur du site Web The Bloggess et a écrit le blog Ill Advised, co-écrit Good Mom/Bad Mom sur le Houston Chronicle, et a été chroniqueuse pour le magazine SexIs.
Elle est connue pour son style d'écriture irrévérencieux. Elle écrivait également une colonne de conseils intitulée "Ask The Bloggess" pour The Personal News Network (PNN.com) jusqu'à ce qu'elle démissionne en raison de leur refus de la payer.
Elle souffre de polyarthrite rhumatoïde, de dépression, d'anxiété, d'un trouble de la personnalité évitante et d'un léger trouble obsessionnel-compulsif.
Elle a été reconnue par les classements Nielsen comme l'une des 50 mamans blogueuses les plus puissantes et Forbes a classé thebloggess.com parmi ses 100 meilleurs sites Web pour femmes . Elle a été finaliste aux prix Weblog 2010 pour la meilleure écriture et l'écrivain le plus humoristique, et finaliste aux prix Weblog 2011 pour la meilleure écriture, l'écrivain le plus humoristique et le blog de l'année.
En 2011 , le Huffington Post l'a nommée "la meilleure personne du jour" pour son travail de collecte de fonds pour les familles en difficulté en décembre 2010. Elle a également été interviewée sur Connect with Mark Kelley de CBC News Network pendant sa campagne de financement.
Jennifer Lawson écrit une autobiographie intitulée Let's Pretend This Never Happened, publiée le 17 avril 2012 par Amy Einhorn Books , qui devient, le 6 mai 2012, le best-seller numéro 1 du New York Times. Il est nommé meilleur livre d'humour dans les Goodreads Choice Awards 2012.
Son deuxième livre, Furiously Happy, sort le 22 septembre 2015. C'est un regard humoristique son expérience avec la dépression et les troubles anxieux. Il fait ses débuts en étant troisième au classement des best-sellers du New York Times le 11 octobre 2015. Il devient numéro 1 au même classement le 3 juillet 2016. L'adaptation en livre audio, raconté par Lawson, remporte le prix Audie du meilleur livre audio humoristique en 2016.
Le troisième livre de Lawson, YOU ARE HERE: An Owner's Manual For Dangerous Minds, sort en mars 2017. Il s'agit d'un livre de coloriage / conseils pour adultes illustré et écrit par l'auteur. Il se classe 2ème dans la liste des best-sellers du New York Times le 26 mars 2017.
En août 2020, Lawson annonce sur son blog, The Bloggess, qu'elle publiera ses prochains mémoires, Broken (in the Best Possible Way), en 2021. À sa publication, il est 3ème sur la liste des best-sellers du New York Times le 25 avril 2021.
Broken reçoit le prix du meilleur livre d'humour de l'année aux Goodreads Choice Awards 2021.